# Alexander Ludwig
Alexander Richard Ludwig (Vancouver, 7 de maio de 1992) é um ator, cantor e modelo canadense. Seus créditos no cinema incluem The Seeker, Race to Witch Mountain, The Hunger Games, Lone Survivor e The Final Girls. Seu papel de maior sucesso foi quando deu vida a Björn Ironside na série de televisão Vikings, do canal History.

## Vida pessoal
Alexander nasceu em Vancouver, Colúmbia Britânica. Ele tem três irmãos mais novos: o casal de gêmeos Nicholas e Natalie, e uma irmã mais nova, Sophia. Sua mãe, Sharlene (nascida Martin), é uma ex-atriz, e seu pai, Harald Horst Ludwig, é um empresário e co-presidente do conselho de administração da Lionsgate. Alexander foi atraído para a profissão, dizendo em uma entrevista: "Eu tenho uma grande imaginação". Eu amo artes cênicas". No entanto, apesar de sua mãe ter iniciado na carreira de atriz, ele teve que convencer seus pais a apoiarem seu desejo de prosseguir como um ator mirim. Seus pais acreditavam que atores mirins "podem ser sugados para uma vida que não é a realidade".
Ele está inscrito na Universidade do Sul da Califórnia onde faz parte da fraternidade Phi Kappa Psi, e vive em tempo integral em Los Angeles.
Em 23 de dezembro de 2020, Alexander se casou com Lauren Dear.

## Filmografia

### Cinema
| Ano  | Título                                | Personagem            | Notas                                         |
| ---- | ------------------------------------- | --------------------- | --------------------------------------------- |
| 2000 | Air Bud: World Pup                    | Ator (não creditado)  | Diretamente em vídeo                          |
| 2004 | MXP: Most Xtreme Primate              | Criança               | Diretamente em vídeo                          |
| 2005 | Scary Godmother: The Revenge Of Jimmy | Jimmy (voz)           | Telefilme                                     |
| 2005 | Eve and the Fire Horse                | Kevin                 | Telefilme                                     |
| 2006 | A Little Thing Called Murder          | Kenny Kimes (criança) | Telefilme                                     |
| 2007 | The Sandlot: Heading Home             | E.J. Needman          | Diretamente em vídeo                          |
| 2007 | The Seeker                            | Will Stanton          | Baseado na série literária The Dark Is Rising |
| 2009 | Race to Witch Mountain                | Seth                  | Refilmagem de Escape to Witch Mountain        |
| 2012 | The Hunger Games                      | Cato                  | Baseado no livro The Hunger Games             |
| 2013 | Grown Ups 2                           | Braden                |                                               |
| 2013 | Lone Survivor                         | Shane Patton          | Baseado em fatos reais                        |
| 2014 | When the Game Stands Tall             | Chris Ryan            | Baseado em fatos reais                        |
| 2015 | The Final Girls                       | Chris Briggs          |                                               |
| 2015 | Final Girl                            | Jameson               |                                               |
| 2015 | Blackway                              | Nate                  | Baseado no livro Go with Me                   |
| 2020 | Bad Boys para Sempre                  | Dorn                  |                                               |

### Televisão
| Ano         | Título  | Personagem     | Notas                               |
| ----------- | ------- | -------------- | ----------------------------------- |
| 2014 - 2020 | Vikings | Björn Ironside | Elenco principal, 2ª a 6ª Temporada |
| 2021        | Heels   | Ace Spade      | 1ª Temporada                        |

### Internet
| Ano  | Título | Personagem   | Notas    |
| ---- | ------ | ------------ | -------- |
| 2015 | Swerve | Dr. Delucchi | Websérie |

## Prêmios e indicações
| Ano  | Prêmio             | Categoria                                                     | Trabalho         | Resultado |
| ---- | ------------------ | ------------------------------------------------------------- | ---------------- | --------- |
| 2012 | MTV Movie Awards   | Best Fight (com Jennifer Lawrence e Josh Hutcherson)          | The Hunger Games | Venceu    |
| 2012 | Teen Choice Awards | Choice Movie Villain                                          | The Hunger Games | Venceu    |
| 2012 | Teen Choice Awards | Choice Movie: Fight (com Jennifer Lawrence e Josh Hutcherson) | The Hunger Games | Indicado  |
| 2014 | Framboesa de Ouro  | Pior Dupla ou Elenco (com o elenco)                           | Grown Ups 2      | Indicado  |